# Pascual Madoz
Pascual Madoz Ibáñez (Pamplona, 17 maggio 1806 – Genova, 13 settembre 1870) è stato un politico spagnolo.

## Biografia

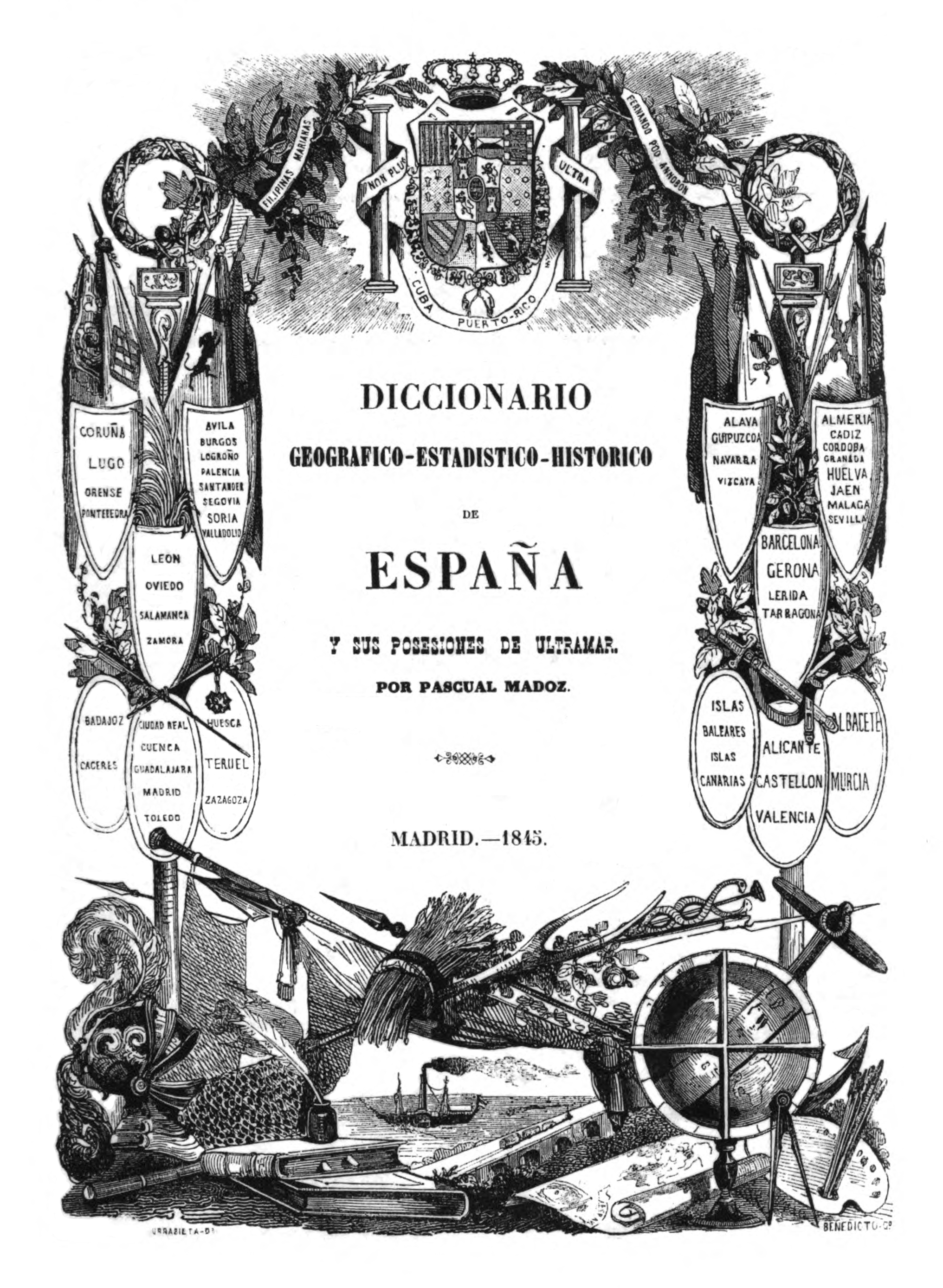
Diccionario geográfico-estadístico-histórico de España y sus posesiones de Ultramar (Madrid, 1845).

Giovane combattente spagnolo contro la Francia, fu scacciato dalla monarchia assoluta, ma poco più tardi riabilitato da un'amnistia.
Prese a dirigere (1835) El Catalán, manifestando idee profondamente progressiste.
Rivoluzionario (1854), divenne ministro delle finanze e fu autore della Desamortización di Mendizábal.
Nuovamente in esilio e nuovamente rivoluzionario (1868) governò Madrid fino alla morte.
Fu Presidente del Governo spagnolo dal 30 settembre 1868 al 3 ottobre dello stesso anno.

## Opere
- Diccionario geográfico-estadístico-histórico de España y sus posesiones de Ultramar del 1850